# Educația în Australia
Educația din Australia include educația timpurie (nivel preșcolar) și învățământul primar (școli primare), urmate de învățământul secundar (licee) și în cele din urmă învățământul terțiar, care include învățământul superior (universități și alți furnizori de învățământ superior) și învățământul profesional (organizații de formare înregistrate). Reglementarea și finanțarea educației revin mai întâi statelor și teritoriilor; cu toate acestea, guvernul australian contribuie și el la finanțare.
În Australia, educația este obligatorie între vârstele de patru, cinci sau șase ani și cincisprezece, șaisprezece sau șaptesprezece ani, în funcție de stat sau teritoriu și de data nașterii.
În ceea ce privește învățământul primar și secundar, la școlile de stat învață aproximativ 64% dintre elevii australieni, cu aproximativ 36% în școli neguvernamentale. La nivel terțiar, majoritatea universităților din Australia sunt publice, iar taxele universitare sunt subvenționate printr-un program de împrumut pentru studenți în care plata devine scadentă atunci când debitorii ating un anumit nivel de venit, cunoscut sub numele de HECS. Susținută de Cadrul australian al calificărilor, implementat în 1995, Australia a adoptat un sistem național de calificări, care cuprinde învățământul superior, educația și formarea profesională (VET) și educația școlară. Pentru școlile primare și secundare, din 2010 a fost dezvoltată și implementată progresiv o programă națională australiană.
În 2012, Australia a fost clasată pe locul trei în topul furnizorilor de educație internațională după Statele Unite și Marea Britanie.
La studiul PISA din 2018, la nivel mondial elevii australieni OCED s-au clasat pe locul 16 la citit, pe locul 29 la matematică și pe locul 17 la științe. Aceasta continuă o scădere bruscă a standardelor educaționale.
Totuși Indicele Educației, publicat împreună cu Indicele Dezvoltării Umane al ONU în 2018, pe baza datelor din 2017, a evaluat Australia la 0,929, al doilea cel mai mare furnizor de educație internațională din lume.

## Reglementare, funcționare și finanțare
Reglementarea, funcționarea și finanțarea educației sunt responsabilitatea statelor și teritoriilor, deoarece guvernul australian nu are o putere constituțională specifică pentru a adopta legi referitoare la educație. Cu toate acestea, guvernul federal ajută la finanțarea școlilor care nu sunt de stat, ajută la finanțarea universităților publice și subvenționează învățământul terțiar printr-o schemă națională de împrumut pentru studenți și reglementează furnizorii de educație profesională.
Învățământul post-obligatoriu este reglementat prin Cadrul Australian al Calificărilor, un sistem unificat de calificări naționale în școli, instruire și formare profesională și sectorul învățământului terțiar.
Implicarea guvernului australian în educație a fost în sarcina mai multor departamente de-a lungul anilor, Departamentul pentru Educație, Competențe și Ocuparea Forței de Muncă fiind înființat în 2020.
În Australia, anul universitar variază între state și instituții; cu toate acestea, în general începe la sfârșitul lunii ianuarie/începutul lunii februarie și se încheie la începutul/mijlocul lunii decembrie pentru școlile primare și secundare și colegiile TAFE, cu ușoare variații ale vacanțelor inter-semestriale și la sfârșitul lunii februarie până la mijlocul lunii noiembrie pentru universități, cu vacanțe sezoniere și vacanțe pentru fiecare instituție de învățământ.

## Nivelul preșcolar
Prevederile guvernamentale din Australia privind anii de dinainte ca elevii să înceapă școala reprezintă o inovație recentă. În trecut, programele preșcolare și de pregătire în Australia era relativ nereglementate, iar copiii erau îngrijiți în moduri neoficiale de bone și de membrii familiilor lor și de asociații apropiați. Deși încă nu este obligatorie participarea copiilor, guvernul federal s-a concentrat din 2009 pe încurajarea familiilor să-și înscrie copiii (începând cu vârsta de aproximativ 4 ani) la o grădiniță care oferă educație și îngrijire timpurie de calitate. Legislația federală și de stat impune ca serviciile preșcolare să implementeze și să furnizeze programe bazate pe Cadrul de învățare pentru anii timpurii, aprobat la nivel național, implementat din 2009. Prima expunere în cadrul căreia mulți copii australieni trebuie să învețe împreună cu alții în afara educației parentale tradiționale este grădinița sau un grup de joacă condus de părinți. Acest tip de activitate nu este considerat în general școlarizare, deoarece educația preșcolară este separată de școala primară în toate statele și teritoriile, cu excepția Australiei de Vest - unde educația preșcolară este predată ca parte a sistemului școlar primar - și a statului Victoria, unde cadrul de stat, Cadrul de învățare și dezvoltare din primii ani în Victoria (VEYLDF) acoperă copiii de la naștere până la vârsta de 8 ani, este folosit de către școlile naționale. În Queensland, programele preșcolare sunt adesea numite Grădiniță sau Pregătitoare și sunt de obicei conduse în mod privat, dar atrag finanțare guvernamentală de stat dacă sunt derulate timp de cel puțin 600 de ore pe an și sunt predate de un profesor autorizat.
Instituțiile preșcolare sunt, de obicei, conduse de guvernele de stat și teritoriale, cu excepția celor din Victoria, Australia de Sud și New South Wales, unde sunt conduse mai des de consilii locale, grupuri comunitare sau organizații private. Învățământul preșcolar este oferit copiilor cu vârste între trei și cinci ani; prezența variază foarte mult între state, dar 85,7% dintre copii au urmat cursurile preșcolare cu un an înainte de școală, anul principal de prezență la nivelul preșcolar. Acest an este mult mai des frecventat și poate lua forma unor ore de activitate în timpul săptămânii. Majoritatea statelor Australiei finanțează acum nivelul preșcolar guvernamental pentru a oferi 15 ore pe săptămână (600 de ore pe an) pentru fiecare copil înscris în anul de dinainte de începerea școlii oficiale

## Învățământ primar și secundar

Persoanele care frecventează o instituție terțiară ca procent din populația locală la recensământul din 2011, subdivizată geografic pe zone statistice locale

Persoanele care frecventează o instituție terțiară ca procent din populația locală la recensământul din 2011, subdivizată geografic pe zone statistice locale

În 2023, în Australia erau înscriși 4.086.998 de elevi în 9.629 de școli primare, secundare și speciale. Până în 2023, școlile de stat au educat 64% din toți elevii, în timp ce școlile catolice (19,7%) și școlile independente (16,3%) au educat restul. În 2023, în școlile primare și secundare din Australia existau puțin sub 311.655 de cadre didactice cu normă întreagă (FTE). Cea mai mare parte a costurilor școlilor administrate de guvern este suportată de guvernul relevant de stat sau teritoriu. Guvernul australian oferă cea mai mare parte a finanțării publice pentru școlile neguvernamentale, care este completată de state și teritorii.
De obicei, școlile non-guvernamentale, atât religioase, cât și laice, percep taxe pentru școlarizarea obligatorie și alte tipuri de taxe. Școlile guvernamentale oferă educație fără taxe de școlarizare obligatorii, deși multe școli de stat solicită plata unor taxe „voluntare” pentru a acoperi anumite cheltuieli.
Indiferent dacă o școală este de stat sau privată, ea este reglementată de același cadru de standarde curriculare. Cadrul este administrat de Australian Curriculum, Assessment and Reporting Authority. Majoritatea școlilor impun elevilor să poarte uniforme școlare prestabilite. Un an școlar în Australia începe de obicei în ianuarie/februarie și se termină în decembrie.

### Cerințe de prezență obligatorie
Învățământul școlar în Australia este obligatoriu în anumite intervale de vârstă, conform legislației fiecărui stat sau teritoriu. În funcție de statul sau teritoriul în care se află, precum și de data nașterii copilului, educația este obligatorie începând de la vârsta de cinci până la șase ani și până la vârsta de cincisprezece până la șaptesprezece ani.
În ACT, NSW, Teritoriul de Nord, Queensland, Australia de Sud, Victoria și Australia de Vest, copiii sunt obligați legal să meargă la școală de la vârsta de șase ani, până la vârsta minimă de instruire. În Tasmania, vârsta de începere a școlii obligatorii este de 5 ani. Cu toate acestea, cei mai mulți copii încep anul preliminar de școlarizare formală, în Pre-Anul 1, între patru ani și jumătate și cinci ani și jumătate, an denumit grădiniță (uneori numită Anul K), primire, pregătire (de asemenea, prescurtat ca „preg”), tranziție sau fundație.
Până în 2024, rata de retenție națională între anul 10 și anul 12 (ARR), o măsurare a implicării elevului care oferă un indicator al sistemelor educaționale în păstrarea elevilor la școală dincolo de vârsta minimă de ieșire, a fost de 79,9% pentru toți elevii full-time din Anul 12⁠(d).

### Programa australiană
Deși guvernele de stat și teritoriale sunt responsabile pentru reglementarea și furnizarea educației școlare în jurisdicția lor, prin Consiliul guvernelor australiene, guvernul Commonwealth-ului a jucat, din 2014, un rol din ce în ce mai important în stabilirea Curriculumului australian care stabilește așteptările pentru ceea ce trebuie să fie predat tuturor tinerilor australieni, indiferent de locul în care locuiesc în Australia sau de mediul lor. Dezvoltarea programei australiene se bazează pe principiile îmbunătățirii calității, echității și transparenței sistemului educațional din Australia. Curriculumul australian, pentru pre-Anul 1 până în Anul 9, este alcătuit din următoarele opt domenii de învățare: engleză; matematică; științe; științe umaniste și sociale; arte; tehnologii; sănătate și educație fizică, precum și limbi străine. În programa australiană de nivel secundar superior, pentru Anul 10, Anul 11 și Anul 12, cincisprezece discipline secundare superioare dintre engleză, matematică, știință, istorie și geografie au fost aprobate între 2012 și 2013. Autoritatea Australiană pentru Programă, Evaluare și Raportare a impus standardele de realizare care descriu calitatea învățării (inclusiv profunzimea înțelegerii, amploarea cunoștințelor și sofisticarea abilităților) așteptate de la studenții care au studiat conținutul pentru fiecare materie.

### Tipuri de școli
Tipurile de școli din Australia se încadrează în general în două categorii: școli de stat, fiind acele școli administrate de departamente sau agenții de stat sau de teritoriu; și școli neguvernamentale, fiind acele școli care nu sunt operate de departamente sau agenții guvernamentale. Școlile neguvernamentale pot fi clasificate ulterior, pe baza autoidentificării afilierii școlii. Școlile neguvernamentale sunt grupate pentru raportare ca școli catolice (inclusiv școli private afiliate celor catolice) sau private (alte școli neguvernamentale).
Școlile de stat primesc finanțare de la guvernul statal sau teritorial relevant. Școlile neguvernamentale obțin finanțare de la guvernul australian și de la guvernul statal sau teritorial relevant; și în majoritatea cazurilor, părinților li se cere să facă o co-plată pentru educația copilului lor.
Până în 2019, în cadrul educației primare și secundare, aproximativ două treimi dintre elevi au frecventat școli publice, iar o treime au frecventat școli neguvernamentale.
O mică parte dintre elevi sunt instruiți acasă în mod legal, mai ales în zonele rurale. O parte dintre acești elevi își completează educația cu School of the Air, un program educațional guvernamental australian care oferă acces la învățământul primar și secundar copiilor din zonele îndepărtate. Începând cu 1951, acest program a funcționat inițial prin transmisiuni radio, dar cursurile de predare telefonică au înlocuit aceste transmisiuni în 2005. Din 2007 până în 2009, au fost lansate cursuri și resurse online și au devenit metoda principală de învățare

### Performanța școlară
Conform testelor PISA din 2022, tinerii australieni de 15 ani s-au clasat pe locul nouă în OCDE la citit și științe și pe locul zece la matematică. Cu toate acestea, mai puțin de 60% dintre elevii australieni au atins standardul național de competență – 51% la matematică, 58% la științe și 57% la lectură.

## Anii de școală

### Școli primare

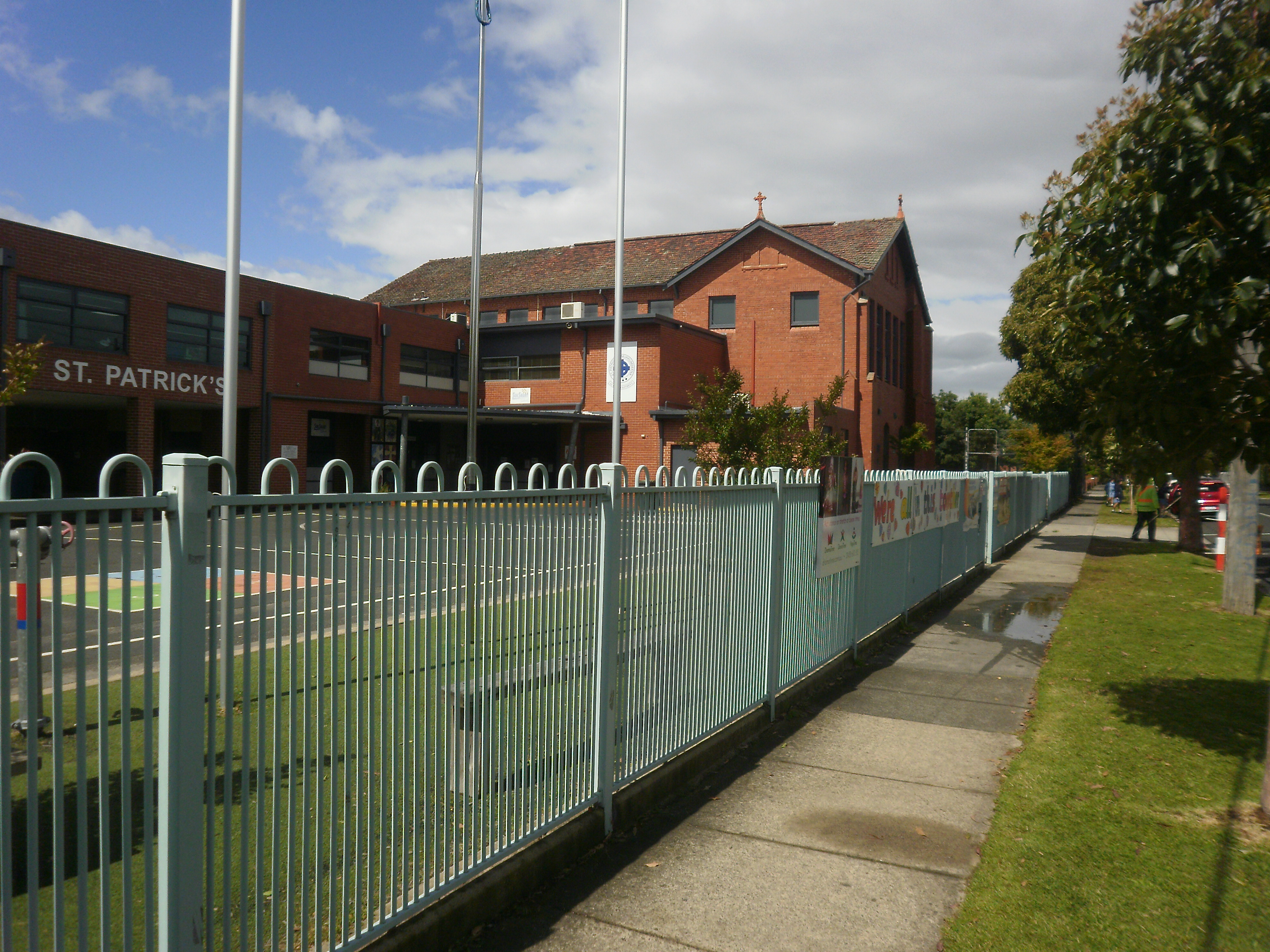
St Patricks Primary din Murrumbeena este una dintre multele școli primare catolice din Australia

Denumite uneori și școli pentru copii mici, Australia adoptă termenul UNESCO de școală primară care acoperă, în general, educația unui copil din pre Anul 1 și se termină cu anul 6. Durata anilor de școală primară variază în fiecare stat și teritoriu australian, majoritatea adoptând durata de șapte ani - cu excepția Australiei de Sud, unde, până în 2022, elevii au terminat cu Anul 7, ceea ce face ca durata școlii primare să fie de opt ani- :[see "Primary"] până la vârsta de 11, 12 sau 13 ani. Școlile primare se concentrează pe dezvoltarea competențelor esențiale de alfabetizare, abilități numerice și abilități sociale și oferă copiilor cunoștințe fundamentale despre lumea din jurul lor.

### Școlile secundare
Școlile secundare din Australia sunt numite și licee și colegii (sau colegiu junior, intermediar sau senior). Școlile secundare variază de la un stat și teritoriu australian la altul, dar în general acoperă Anul 7 până la Anul 9 (perioada de educație obligatorie), iar școlile secundare superioare continuă până la Anul 12. Treptat, pe măsură ce elevii trec de la școlile primare la cele secundare, materia devine din ce în ce mai specializată, oferind oportunități studenților care manifestă preferințe în STEM sau în Științe Umaniste și Sociale, printre alte interese.

### Școli gimnaziale
În cele mai multe state și teritorii australiene, școlile gimnaziale sunt destul de neobișnuite. Elevii progresează de la școala primară la școala secundară. Ca alternativă la modelul de gimnaziu, unele licee și-au împărțit clasele în „liceu-junior” (Anii 7, 8 și 9) și „liceu-senior” (Anii 10, 11 și 12). Unele au trei niveluri, „junior” (Anii 7 și 8), „intermediar” (Anii 9 și 10) și „senior” (Anii 11 și 12).
În iunie 2006, Guvernul Teritoriului de Nord a introdus un sistem pe trei niveluri, care include școli gimnaziale pentru anul 7 până la anul 9 (vârsta aproximativă între 12 și 15) și liceu pentru anii 10-12 (vârsta aproximativă între 15 și 18).

### Școli combinate și centrale
În Australia, școlile combinate, cunoscute și drept școli K-12, sunt școli care au clase atât de nivel primar, cât și de cel secundar. :[see "Combined school"]Aceste școli pot fi situate într-o zonă urbană, regională sau rurală și pot fi școli guvernamentale sau neguvernamentale. Până în 2019 existau aproximativ 500 de școli guvernamentale combinate australiene :[search "Combined school"]și aproximativ 850 de școli combinate neguvernamentale australiene. :[search "Combined school"]
În Australia de Vest, termenul de liceu districtual este folosit pentru a descrie o școală la care învață elevii de la pre-pregătitoare până în anul 12.
În New South Wales, școlile centrale sunt predominant școli de stat situate într-o zonă rurală, care oferă elevilor atât învățământ primar, cât și secundar inferior, încheindu-se de obicei în anul 10. Acestea oferă învățământ secundar elevilor din mai multe școli primare, în zonele rurale cu o populație prea mică pentru a susține o școală secundară. Până în 2024, existau 58 de școli centrale. :[search "Central school"]

## Structuri organizatorice
În linii mari, școlile sunt clasificate în școli de stat și neguvernamentale. Școlile neguvernamentale sunt clasificate în continuare în școli catolice și școli private. Până în 2018, 65,7% dintre elevi erau înscriși în școli de stat, 19,7% în școli catolice și 14,6% în școli private.
|                   |               | 2014      | 2015      | 2016      | 2017      | 2018      |
| ----------------- | ------------- | --------- | --------- | --------- | --------- | --------- |
| De stat           | De stat       | 2.406.495 | 2.445.130 | 2.483.802 | 2.524.865 | 2.558.169 |
| Non-guvernamental | Catolice      | 765.539   | 757.749   | 767.050   | 766.870   | 765.735   |
| Non-guvernamental | Școli private | 529.857   | 540.304   | 547.374   | 557.490   | 569.930   |
| Totaluri          | Totaluri      | 3.694.101 | 3.750.973 | 3.798.226 | 3.849.225 | 3.893.834 |

### Educația religioasă în școlile de stat

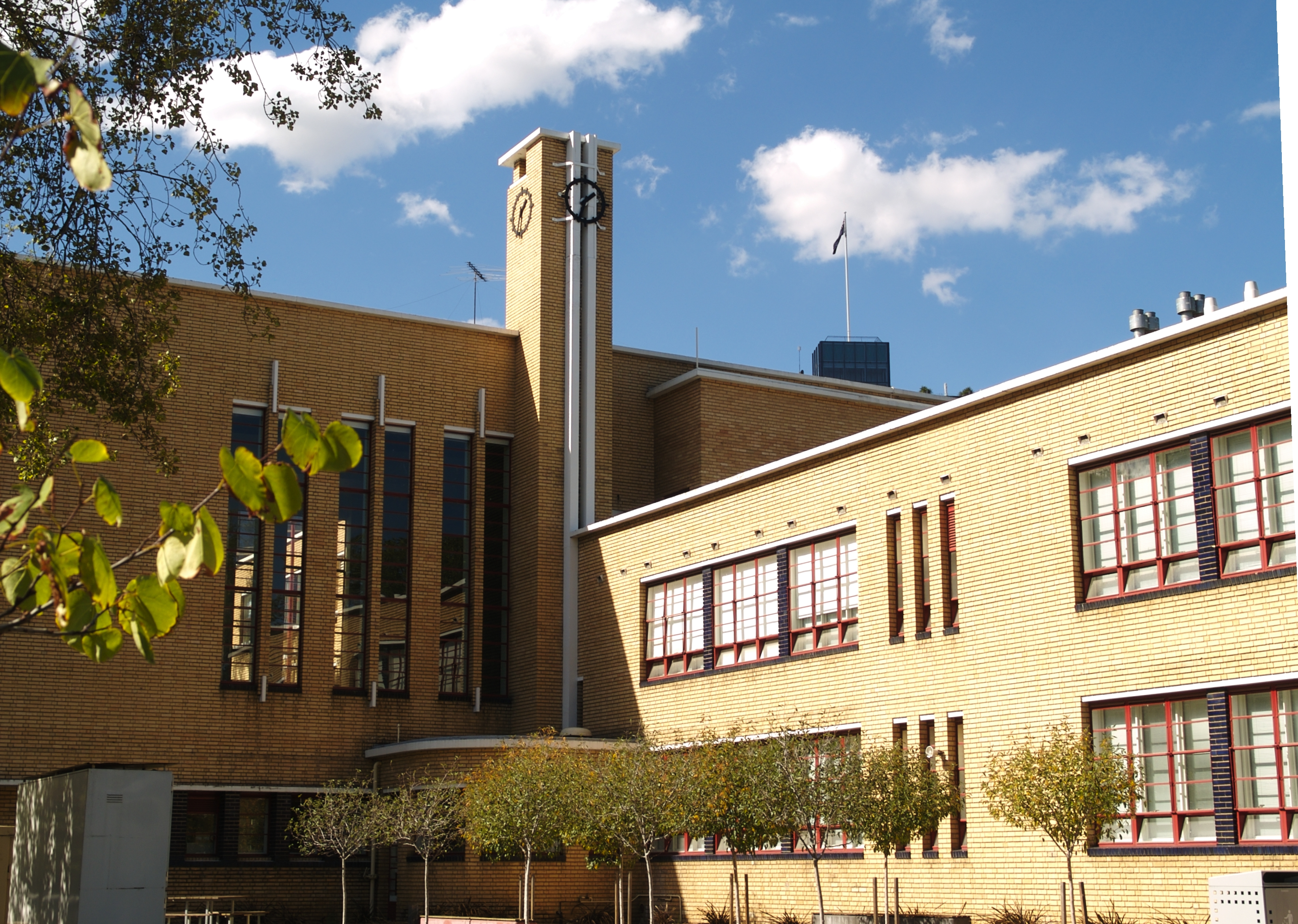
Mac. Robertson Girls' High School, o școală de stat din Melbourne CBD, 2007

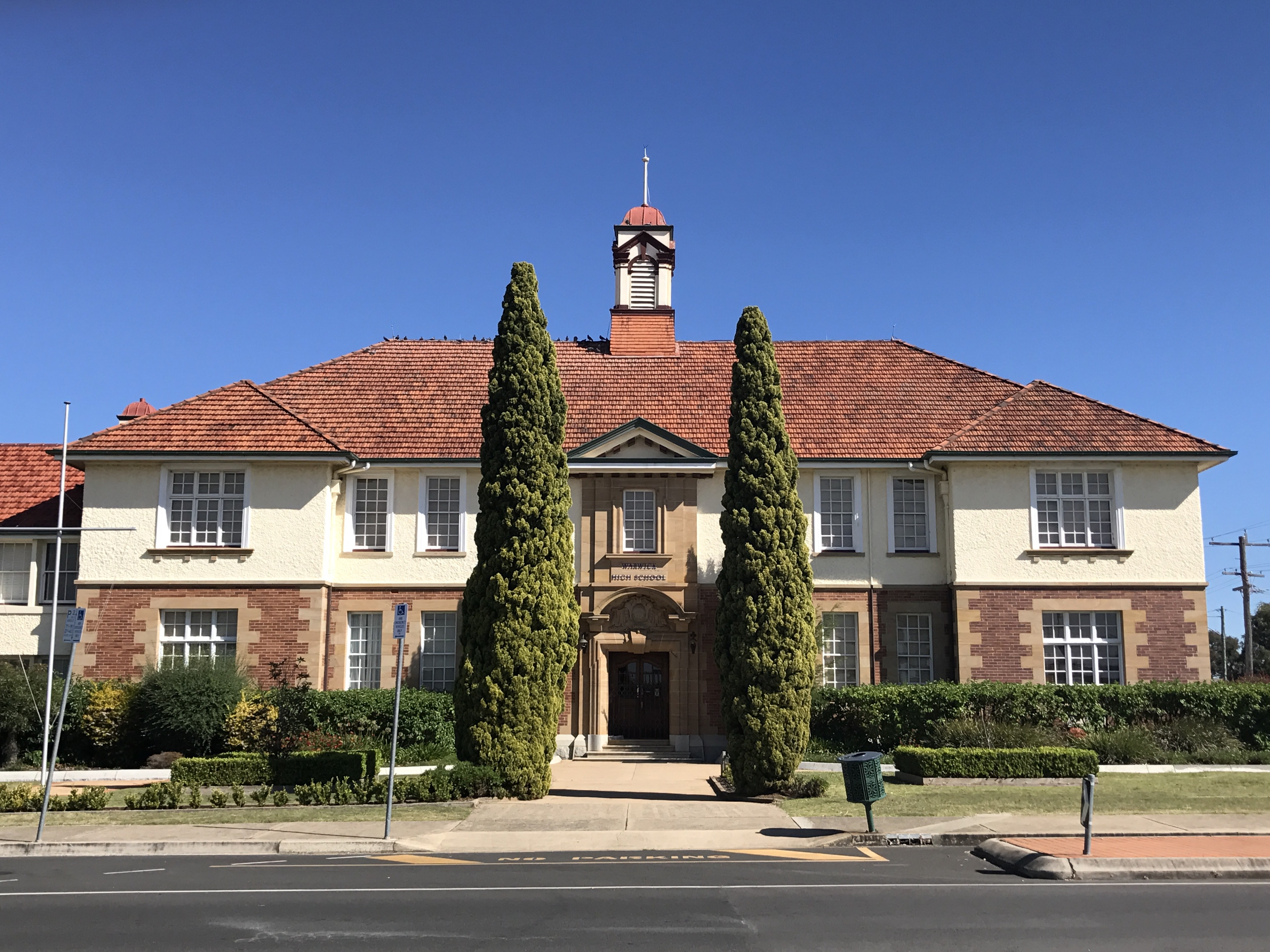
Warwick High School, o școală de stat din Warwick, Queensland, 2007

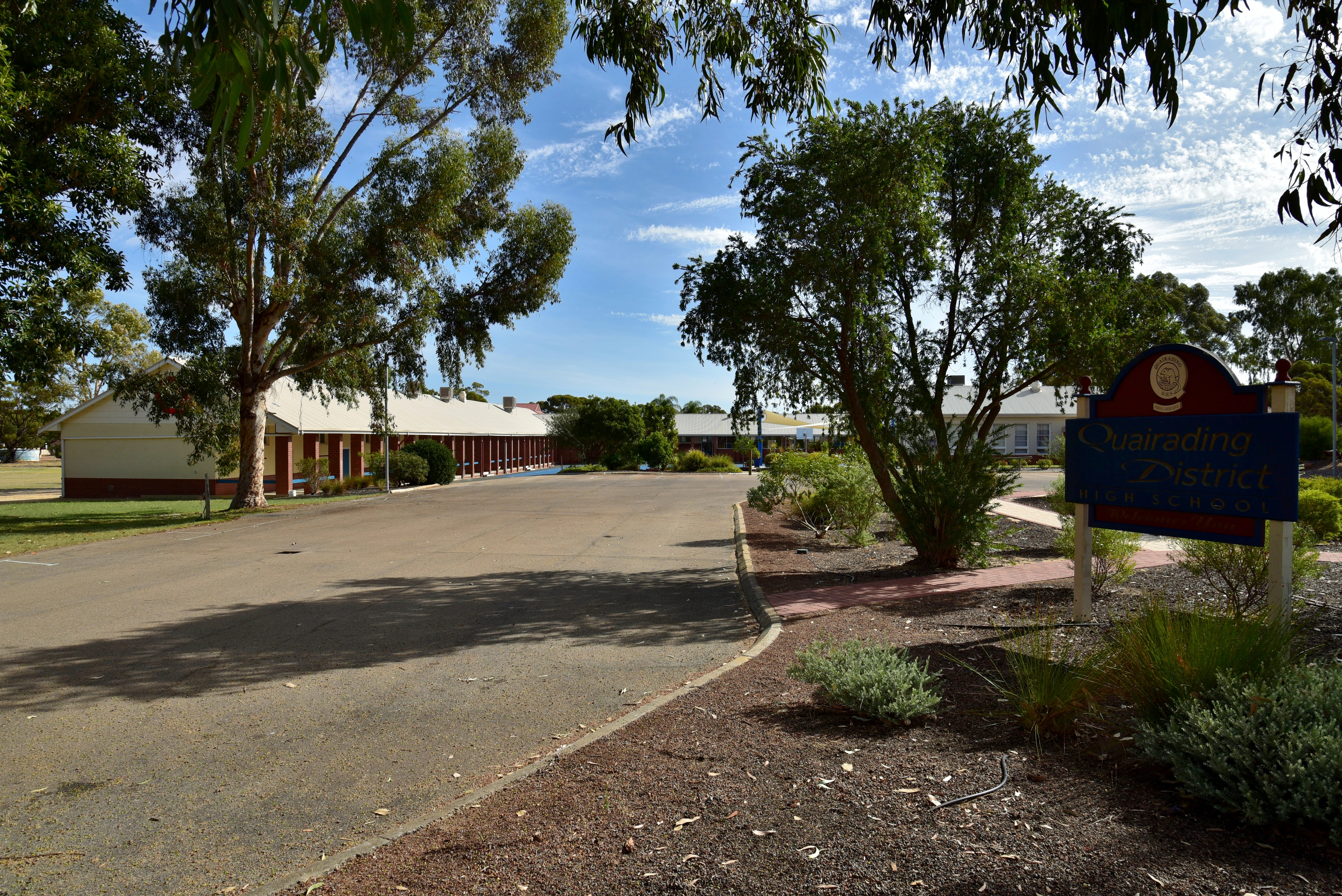
Quairading District High School, o școală de stat din Quairading, Australia de Vest, 2018

Denumite și școli de stat sau școli publice, școlile guvernamentale sunt frecventate de aproximativ două treimi din toți elevii din Australia. Dacă un elev alege să meargă la o școală guvernamentală, acesta trebuie să frecventeze o școală din districtul școlar local, cu excepția cazului în care elevul are o dispensă de a frecventa o altă școală, de obicei aprobată pe baza meritelor academice, specializării sau a altor motive, cum ar fi un handicap al elevului.
Școlile de stat sunt conduse de agenția statului respectiv. Acestea oferă educație gratuită; cu toate acestea, multe școli guvernamentale cer părinților să plătească o taxă de contribuție și o taxă pentru materiale și servicii pentru papetărie, manuale, sport, uniforme, tabere școlare și alte costuri de școlarizare care nu sunt acoperite de finanțarea de stat. În 2010, costul suplimentar pentru școlarizare a fost estimat la 316 AUD pe an pe copil.
Școlile de stat pot fi clasificate în școli deschise sau cuprinzătoare, școli selective, speciale și de specialitate; toate sunt definite mai jos. În 2009, guvernul Australiei de Vest a introdus școli publice independente pentru a descrie o școală guvernamentală căreia, deși făcea parte din sistemul de învățământ de stat, i s-a acordat un grad mai mare de autoritate de decizie decât unei școli de stat obișnuite. O reformă similară a fost introdusă în Queensland și, până în decembrie 2018, 250 de școli guvernamentale au început ca școli publice independente în Queensland. În februarie 2014, ministrul federal al educației de atunci, Christopher Pyne, a anunțat Independent Public Schools Initiative în valoare de 70 de milioane AUD pentru a sprijini 1.500 de școli de stat australiene să devină mai autonome.
Școlile spitalelor de stat sunt situate în unele spitale majore și oferă acces la școlarizare pentru studenții care au șederi prelungite în spitale.
Pe tot teritoriul Australiei, Departamentul Federal de Educație stabilește politica națională generală și direcția pentru educație din Australia. Următoarele departamente guvernamentale de stat și teritoriale sunt responsabile pentru administrarea educației în jurisdicțiile lor respective:
| Stat/teritoriu               | Agenția guvernamentală de învățământ                   | Alte autorități relevante                                   |
| ---------------------------- | ------------------------------------------------------ | ----------------------------------------------------------- |
| Australian Capital Territory | ACT Education Directorate⁠(d)                           | ACT Board of Senior Secondary Studies                       |
| New South Wales              | NSW Department of Education⁠(d)                         | NSW Education Standards Authority⁠(d)                        |
| Northern Territory           | NT Department of Education⁠(d)                          |                                                             |
| Queensland                   | QLD Department of Education⁠(d)                         | Queensland Curriculum and Assessment Authority⁠(d)           |
| South Australia              | SA Department for Education⁠(d)                         | SACE Board of South Australia⁠(d)                            |
| Tasmania                     | Department for Education, Children and Young People⁠(d) | Office of Tasmanian Assessment, Standards and Certification |
| Victoria                     | VIC Department of Education⁠(d)                         | Victorian Curriculum and Assessment Authority⁠(d)            |
| Western Australia            | WA Department of Education⁠(d)                          | School Curriculum and Standards Authority                   |

### Școli non-guvernamentale
Școlile neguvernamentale funcționează sub autoritatea guvernelor de stat sau teritoriale, dar nu sunt administrate de departamentele guvernamentale de educație. Școlile din sectorul neguvernamental pot funcționa ca școli individuale, în grupuri mici sau ca un sistem precum cele coordonate de Comisia pentru Educație Catolică în fiecare stat și teritoriu. :[see "non-government sector"] Toate școlile non-guvernamentale din Australia primesc finanțare de la guvernul Commonwealth.

#### Școli catolice

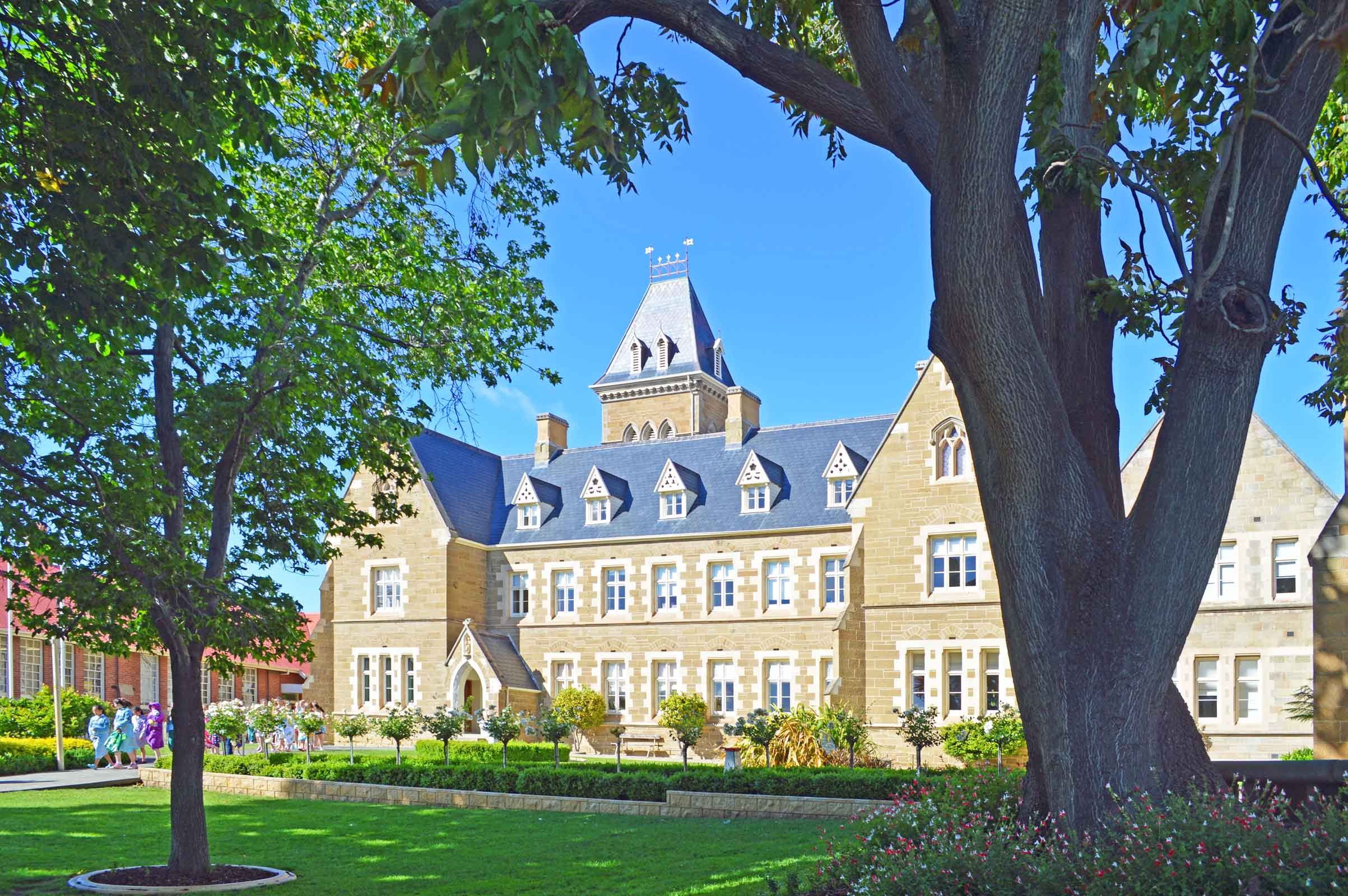
Colegiul St Mary, Hobart, 2014. Colegiul este afiliat la Presentation Sisters, un institut religios al Bisericii Catolice.

Sistemul oferit de Biserica Romano-Catolică din Australia a început în 1820 și a devenit al doilea cel mai mare furnizor de educație școlară din Australia. La data de 2018, unul din cinci elevi australieni a urmat școli catolice. Există peste 1.700 de școli catolice în Australia, cu peste 750.000 de elevi înscriși, care angajează aproape 60.000 de profesori.
Supravegherea administrativă a furnizorilor de educație catolică variază în funcție de originile, etosul și scopul fiecărui furnizor de educație. Supravegherea școlilor sistemice catolice poate fi deținută de o parohie, eparhie sau arhiepiscopie catolică, în timp ce institutele religioase supervizează școlile independente catolice.
Comisia Națională pentru Educație Catolică (NCEC), înființată de Conferința Episcopilor Catolici din Australia prin Comisia Episcopilor pentru Educație Catolică, are sarcina de a menține legătura cu guvernul federal și alte organisme naționale cheie de educație și completează și sprijină activitatea comisiilor de educație catolice de stat și teritoriale. În timp ce unele școli catolice funcționează independent prin institute religioase, majoritatea școlilor catolice, numite școli sistemice, funcționează sub jurisdicția Dreptului Canonic a unei persoane juridice publice ecleziastice, cum ar fi un episcop. :7 În practică, episcopul desemnează un Birou pentru Educație Catolică (CEO), Comisia pentru Educație Catolică, Birourile școlilor catolice sau un organism similar:4 cu responsabilitate operațională zilnică pentru conducerea, funcționarea eficientă și managementul școlilor sistemice catolice care predau în școlile primare și secundare regionale ale parohiei din Australia. Aceste organisme diecezane sunt însărcinate cu implementarea și gestionarea politicilor eparhiei și cu alocarea și administrarea fondurilor furnizate de guvern și surse private școlilor sistemice catolice, precum și responsabilitățile financiare pentru administrarea salariilor pentru membrii personalului.
Majoritatea școlilor catolice (96%) sunt finanțate sistemic, adică finanțarea guvernamentală pe care o atrag nominal este furnizată Comisiei pentru Educație Catolică de stat relevantă pentru o distribuție în funcție de nevoi. Șaizeci și una de școli catolice australiene nu sunt finanțate de sistem (școli independente ) și primesc subvenții guvernamentale în mod direct.

#### Școli private

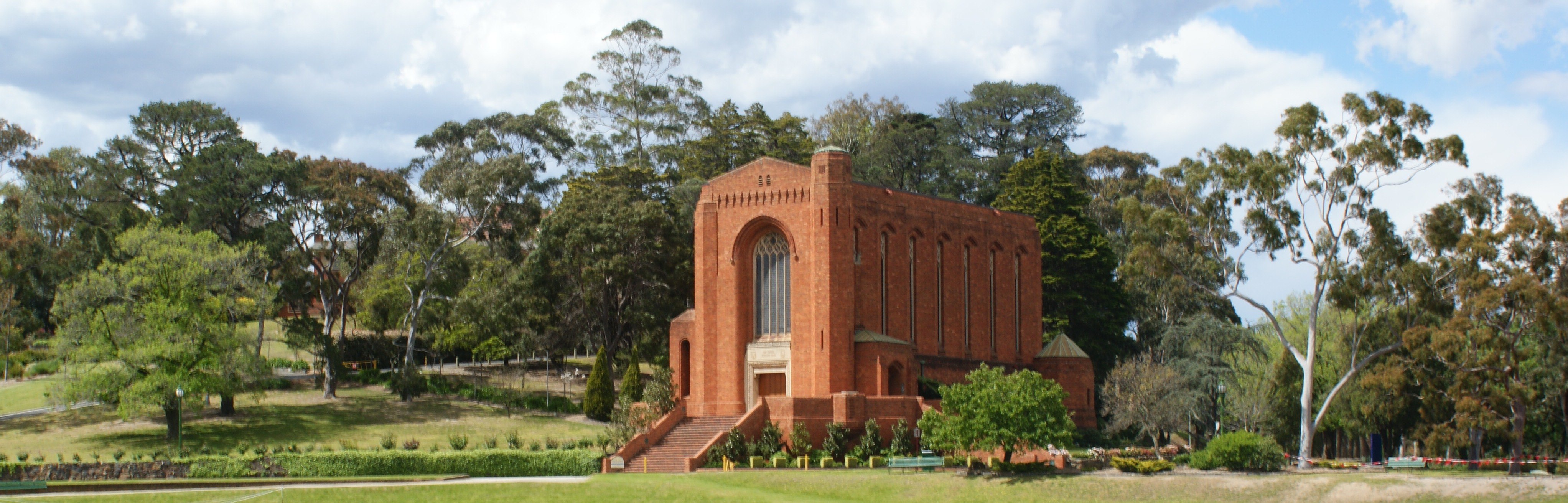
Capela de la Scotch College, Melbourne, o bine-cunoscută școală privată australiană, care înscrie elevi de la învățământul timpuriu până la anul 12

Școlile private sunt școli non-guvernamentale care nu sunt administrate de autoritatea guvernamentală și au un sistem de guvernare care le asigură funcționarea independentă. Astfel de școli sunt, de obicei, administrate de un consiliu școlar sau de un consiliu de guvernatori ales în mod independent și variază în mare măsură în privința tipului de educație școlară oferită și de caracteristica socio-economică a comunității școlare deservite. Unele școli private sunt conduse de institute religioase; altele nu au afiliere religioasă și sunt conduse de o filozofie națională (cum ar fi școlile internaționale ), filozofie pedagogică (cum ar fi școlile Waldorf-Steiner ) sau nevoi specifice (cum ar fi școlile speciale). La data de 2018, inclusiv unele școli private conduse de institute religioase catolice, din cele 9.477 de școli din Australia 1.140 de școli (12%) se află în sectorul privat. În același an, la școlile private s-au înscris peste 617.000 de elevi sau 16% din populația de elevi din Australia.
Taxele școlilor private pot varia de la sub 100 AUD pe lună până la 3.200 AUD, în funcție de anul elevului, dimensiunea școlii și situația socio-economică a comunității școlare. La sfârșitul anului 2018, a fost raportat că cele mai scumpe școli private (cum ar fi școlile APS, școlile AGSV din Melbourne, școlile GPS, școlile QGSSSA din Brisbane și școlile GPS NSW, școlile asociate combinate și școlile ISA din Sydney și New South Wales) percep taxe de până la 500.000 AUD pentru treisprezece ani de educație într-o școală privată.
Școlile private australiene se împart în următoarele categorii:
| Descriere largă | Descriere largă                                                                              | Exemple de școli | Exemple de școli |
| Descriere largă | Descriere largă                                                                              | Exemple de denumiri de școli | Exemple de institute religioase sau afilieri religioase |
| --- | -------------------------------------------------------------------------------------------- | --- | --- |
| Școli afiliate cu denumiri creștine                                                                                             | Anglicană                                                                                    | Canberra Grammar School (ACT), The King's School, Parramatta (NSW), The Southport School (QLD), St Peter's College, Adelaide (SA), The Hutchins School (TAS), Geelong Grammar (VIC) și St Hilda's Anglican School for Girls (WA)                                        | |
| Școli afiliate cu denumiri creștine                                                                                             | Catolică                                                                                     | St Edmund's College, Canberra (ACT), St John's College, Darwin (NT), St Joseph's College, Hunters Hill (NSW), Loreto College Coorparoo (QLD), Sacred Heart College, Adelaide (SA), St Mary's College, Hobart (TAS), Xavier College (VIC) și Trinity College, Perth (WA) | Christian Brothers, Missionaries of the Sacred Heart, Daughters of Our Lady of the Sacred Heart, Marist Brothers, Institute of the Blessed Virgin Mary, Presentation Sisters, Jesuits și Opus Dei |
| Școli afiliate cu denumiri creștine                                                                                             | Ortodoxă                                                                                     | St Spyridon College (NSW) și St George College, South Australia (SA) | |
| Școli afiliate cu denumiri creștine                                                                                             | Luterană                                                                                     | St Paul's College, Walla Walla (NSW), Good Shepherd Lutheran School (NT), Trinity Lutheran College (Queensland) (QLD), Concordia College, Adelaide (SA), Eastside Lutheran College (TAS), Lakeside College (VIC), Living Waters Lutheran College (WA)                   | |
| Școli afiliate cu denumiri creștine                                                                                             | Biserica unitariană                                                                          | Newington College (NSW), St Philip's College (Australia) (NT), Moreton Bay College (QLD), Scotch College, Adelaide (SA), Scotch Oakburn College (TAS), Haileybury, Melbourne (VIC) și Wesley College, Perth (WA)                                                        | |
| Școli afiliate cu denumiri creștine                                                                                             | Adventistă de ziua a șaptea                                                                  | Central Coast Adventist School (NSW), Brisbane Adventist College (QLD), Prescott Schools (SA), Hilliard Christian School (TAS), and Nunawading Christian College (VIC)                                                                                                  | |
| Școli afiliate cu denumiri creștine                                                                                             | Presbiteriană                                                                                | Covenant College, Canberra (ACT), The Scots College (NSW), Brisbane Boys' College (QLD), Scotch College, Adelaide (SA), Scotch College, Melbourne (VIC) și Presbyterian Ladies' College, Perth (WA)                                                                     | |
| Școli afiliate cu denumiri creștine                                                                                             | Baptiste                                                                                     | Redeemer Baptist School (NSW), Glasshouse Christian College (QLD), King's Baptist Grammar School (SA), Carey Baptist Grammar School (VIC), și Kennedy Baptist College (WA)                                                                                              | |
| Școli fără denumire creștină | Școli fără denumire creștină                                                                 | Covenant Christian School, Canberra (ACT), The Pittwater House School (NSW), Brisbane Christian College (QLD), Wilderness School (SA), Calvin Christian School (TAS), Ruyton Girls' School (VIC), Australian Christian College – Darling Downs (WA)                     | Westminster Confession of Faith, nealiniată, Australian Christian Churches, Life Church Brisbane, and Christian Education Ministries via the Australian Christian Colleges                        |
| Școli islamice | Școli islamice                                                                               | Malek Fahd Islamic School (NSW), Islamic College of Brisbane (QLD), Islamic College of South Australia (SA), The Islamic Schools of Victoria (VIC) și Australian Islamic College (WA)                                                                                   | |
| Școli iudaice | Școli iudaice                                                                                | Emanuel School, Australia (NSW), Beth Rivkah Ladies College (VIC) și Carmel School, Perth (WA) | Iudaism reformat, Ortodoxie Habad și Ortodoxie modernă |
| Școli Montessori | Școli Montessori                                                                             | Sydney Montessori School (NSW), Queensland Independent College (QLD), Melbourne Montessori School (VIC), Perth Montessori School (WA) | |
| Școli Steiner | Școli Steiner                                                                                | Orana Steiner School (ACT), Glenaeon Rudolf Steiner School (NSW), Mount Barker Waldorf School (SA), Tarremah Steiner School (TAS), Sophia Mundi Steiner School (VIC) | |
| Școli constituite conform unor legi specifice din Parlament (cum ar fi școlile de gramatică)                                    | Școli constituite conform unor legi specifice din Parlament (cum ar fi școlile de gramatică) | Sydney Grammar School (NSW) și Brisbane Grammar School (QLD) | |
| Școli comunitare indigene | Școli comunitare indigene                                                                    | Kalgoorlie-Boulder Community High School și Karalundi Aboriginal Education Community (WA) | |
| Școli specializate în îndeplinirea nevoilor elevilor cu dizabilități                                                            | Școli specializate în îndeplinirea nevoilor elevilor cu dizabilități                         | Mater Dei Special School (NSW) și Western Autistic School (VIC) | |
| Școli care se ocupă de elevi cu risc educațional sever din cauza unor factori de risc sociali, emoționali, compartamentali etc. |                                                                                              | | |

## Structuri organizatorice specializate

### Școli speciale
O școală specială este o școală pentru elevii cu nevoi educaționale speciale din cauza dificultăților de învățare, dizabilităților fizice, dizabilităților de dezvoltare sau tulburărilor sociale/emoționale sau care sunt în arest preventiv, încarcerați sau în spital. Școlile speciale pot fi special concepute, dotate cu personal și dotate cu resurse pentru a oferi educație specială adecvată copiilor cu nevoi suplimentare. Elevii care frecventează școlile speciale, în general, nu frecventează nicio clasă în școlile de masă. Școlile sunt destinate elevilor cu dizabilități intelectuale ușoare, moderate și profunde, elevilor surzi și cu deficiențe de auz, elevilor cu autism și elevilor cu dizabilități fizice. Dimensiunile claselor în școlile de specialitate sunt mai mici decât în școlile obișnuite și există o proporție mult mai mică între personalul didactic și de suport și elevi. Unele școli de specialitate au și terapeuți printre membrii personalului. Școlile de specialitate au, în general, deja un mediu și o programă accesibile pentru populația lor de elevi; aceasta poate însemna că se oferă un număr limitat de materii.

### Școli selective
O școală selectivă este o școală de stat la care sunt înscriși elevii pe baza unor criterii de selecție, de obicei academice. Termenul poate avea conotații diferite în diferite sisteme și este opusul unei școli deschise sau complexe, care acceptă toți elevii, indiferent de aptitudini.
În New South Wales, distribuirea elevilor în licee total și parțial selective este foarte competitivă, cu aproximativ 3.600 de locuri oferite celor 15.000 de elevi care susțin testul de liceu selectiv. Până în 2019 existau 47 de licee de stat complet sau parțial selective, inclusiv 17 licee complet selective (dintre care unele mixte, iar altele oferă un mediu educațional pentru un singur sex), 25 de licee parțial selective (licee cu clase atât selective, cât și complexe), patru licee agricole selective și un liceu selectiv virtual. Din cele 47 de școli, 34 sunt situate în orașul metropolitan Sydney. Dintre liceele de stat selective din New South Wales, liceul agricol James Ruse este renumit pentru realizările sale academice și competitivitate, precum și pentru numărul aproape total al elevilor care reușesc la admiterea la universitate, în special la medicină, drept și științe. Școala a depășit toate liceele din New South Wales în ultimii 20 de ani la examenele de admitere la universitățile publice.
În Victoria, la liceele guvernamentale selective toți elevii sunt selectați pe baza unui examen de admitere. Până în 2011, existau patru școli selective: Melbourne High School, Mac.Robertson Girls' High School⁠(d), Nossal High School⁠(d) și Suzanne Cory High School. În plus, există trei școli speciale și anume Victorian College of the Arts Secondary School, John Monash Science School și Elizabeth Blackburn School of Sciences, destinate studenților care optează pentru educație orientată spre arte și, respectiv, știință. 
În Queensland există patru licee cu admitere selectivă. Liceul de stat Brisbane - înființat în 1921 - care este parțial selectiv și cele trei Academii din Queensland, care sunt complet selective - formate în 2007 și 2008. Toate necesită intrarea pe baza testelor de admitere academice, a rezultatelor NAPLAN, a notelor din școala primară, a interviurilor și a altor considerente.
În Australia de Vest, educația secundară selectivă (denumită oficial Gifted and Talented Education (GATE)) este administrată de Western Australian Department of Education prin programele de intrare selectivă pentru elevii dotați și talentați pentru anul 7 și depinde de disponibilitatea limitată de plasare pentru nivelurile de la an la an până în anul 12. Toți solicitanții trebuie să susțină testul de admitere selectivă academică și, eventual, să finalizeze interviuri, audiții și/sau ateliere combinate, în funcție de programul (programele) solicitat(e). Programele sunt clasificate în trei direcții: academice, lingvistice și artistice. Optsprezece școli de stat participă la programele pentru elevi dotați și talentați, fiecare fiind specializată într-una dintre direcții. Toate școlile participante sunt parțial selective și parțial locale, cu excepția Perth Modern School, care este complet selectivă.

### Școli de specialitate
În toate statele și teritoriile australiene există școli care operează programe de educație specializată. Aceste școli sunt de obicei asociate cu programe de artă sau sport de elită. În Australia de Sud, școlile de specialitate acoperă programe de arte, elevi dotați și talentați, limbi străine, școli agricole, știință, tehnologie, inginerie și matematică, școli de proiecte tehnologice avansate, școli sportive și centre de pregătire profesională. În Victoria, exemplele de școli guvernamentale specializate le includ pe cele axate pe știință și matematică (John Monash Science School⁠(d)), artele spectacolului (Victorian College of the Arts Secondary School⁠(d)), sport (Maribyrnong Secondary College⁠(d)) și conducere și afaceri (Alpine School). Un model alternativ sunt acele organizații sportive care oferă programe de specialitate pentru o selecție restrânsă de școli, cum ar fi Programul de școli de specialitate Cricket Australia pentru trei școli din Australia de Vest.

### Școli internaționale
În Australia, școlile internaționale promovează educația internațională și pot fi administrate de guvernul țării de origine, de guvernul statului sau teritoriului în care se află școala sau pot fi administrate ca o școală privată. Școlile internaționale includ acele școli care au primit acreditare internațională, cum ar fi de la Consiliul Școlilor Internaționale, Organizația Internațională de Bacalaureat sau Asociația Vestică a Școlilor și Colegiilor sau a altor organizații similare. Până în 2019, aproximativ 80 de școli australiene îndeplineau această definiție, marea majoritate fiind școli care au oferit unul sau mai multe programe de Bacalaureat Internațional. Alte școli sunt afiliate cu anumite culturi sau limbi, în special franceză (de exemplu, Telopea Park School (ACT), Lycée Condorcet (NSW), Auburn High School (VIC)), germană (de exemplu, German International School Sydney (NSW) și Deutsche Schule Melbourne (VIC)) sau japoneză (de exemplu, Sydney Japanese International School (NSW), The Japanese School of Melbourne (VIC) și The Japanese School of the weekend, inclusiv Japanese supplementary weekend schools⁠(d); sau pot fi în general internaționale în perspectiva lor, inclusiv International Grammar School⁠(d) (NSW) sau International School of Western Australia⁠(d) (WA).

## Educație mixtă și unisexuală
În Australia, atât școlile de stat, cât și cele neguvernamentale operează medii educaționale mixte și pentru un singur sex. Majoritatea școlilor sunt mixte, cu o mică proporție de școli de stat care funcționează ca școli pentru un singur sex, uneori cu o școală separată pentru băieți și una pentru fete în aceeași suburbie. Toate școlile de stat pentru un singur sex sunt școli secundare. Exemple de școli secundare de stat adiacente pentru un singur sex includ Asquith Boys și Asquith Girls, Canterbury Boys și Canterbury Girls, North Sydney Boys și North Sydney Girls, Randwick Boys și Randwick Girls și Sydney Boys și Sydney Girls (toate în Sydney) și Melbourne High și Mac. Robertson Girls' (în Melbourne).
Majoritatea școlilor pentru un singur sex sunt non-guvernamentale, care tind mult spre școli private, dintre care unele sunt școli private catolice. Unele școli sistemice catolice sunt, de asemenea, școli pentru un singur sex; totuși, la fel ca școlile guvernamentale, majoritatea covârșitoare sunt școli mixte.

## Școli de zi și internat
În Australia, atât școlile guvernamentale, cât și cele neguvernamentale funcționează ca școli de zi și internate. Până în 2019, din cele 10.584 de școli înregistrate care funcționează în Australia, aproximativ 250 de școli (sau mai puțin de 2,5%) erau școli-internat. Unele școli australiene oferă școli-internat specifice sexului (pentru băieți [aproximativ 21%] sau pentru fete [aproximativ 28%]) și școli-internat mixte (51%); cu opțiuni multimodale, cum ar fi internat permanent și internat parțial (de exemplu, cu plecare acasă în weekend) oferite de unele școli. Unele școli de învățământ specializat, cum ar fi The Australian Ballet School, oferă facilități de internat. Cel mai mare organism pentru școli-internat din Australia, Australian Boarding Schools Association, a susținut că, în 2017, existau 22.815 de elevi în școlile-internat acoperite de asociație, o creștere de la 19.870 în 2014.

## Calificări
În contextul Cadrului Australian al Calificărilor, fiecare stat și teritoriu este responsabil pentru eliberarea de certificate și/sau calificări elevilor de liceu, denumite în mod colectiv Certificat de învățământ secundar superior. Următorul tabel servește ca un rezumat al calificărilor eliberate de fiecare stat sau teritoriu:
| Stat/teritoriu | Nu a absolvit Anul 12                                       | A absolvit Anul 12                                                   | Calificări secundare profesionale                                                     | Note            |
| -------------- | ----------------------------------------------------------- | -------------------------------------------------------------------- | ------------------------------------------------------------------------------------- | --------------- |
| ACT            | Statement of Achievement                                    | ACT Senior Secondary Certificate and Record of Achievement (ACT SSC) | VET Certificates and Statements of Attainment                                         | [ 148 ]         |
| NSW            | Record of School Achievement                                | NSW Higher School Certificate (HSC)                                  |                                                                                       | [ 149 ]         |
| NT             |                                                             | NT Certificate of Education and Training (NTCET)                     | NT Certificate of Education and Training (NTCET)                                      | [ 150 ]         |
| QLD            | Queensland Certificate of Individual Achievement (QCIA)     | Queensland Certificate of Education (QCE)                            |                                                                                       | [ 151 ]         |
| SA             |                                                             | South Australian Certificate of Education (SACE)                     | South Australian Certificate of Education (SACE)                                      | [ 152 ] [ 153 ] |
| TAS            | Tasmanian Qualifications Certificate (TQC)                  | Tasmanian Certificate of Education (TCE)                             |                                                                                       | [ 154 ] [ 155 ] |
| VIC            |                                                             | Victorian Certificate of Education (VCE)                             | Victorian Certificate of Applied Learning (VCAL) 2002–2023 VCE Vocational Major 2023– | [ 156 ] [ 157 ] |
| WA             | Western Australian Statement of Student Achievement (WASSA) | Western Australian Certificate of Education (WACE)                   |                                                                                       | [ 158 ] [ 159 ] |

Ca formă alternativă (sau ca o completare la) calea de certificare aprobată de guvern, prin aprobare, elevii pot opta să primească certificarea în cadrul Programului de Diplomă de Bacalaureat Internațional.

## Teste de competențe de bază (NAPLAN)
Sistemul național de evaluări din Australia, Programul național de evaluare, instituit de Organizația de Cercetare a Educației din Australia, utilizează patru evaluări standardizate principale pentru a măsura performanțele de alfabetizare și matematică ale elevilor școlari de-a lungul timpului: National Assessment Program – Literacy and Numeracy⁠(d) (abreviat NAPLAN), Programme for International Student Assessment(PISA), Trends in International Mathematics and Science Study⁠(d) ( TIMSS) (Progress in International Reading Literacy Study⁠(d) (PIRLS).
NAPLAN reprezintă o serie de teste orientate spre abilitățile de bază care sunt administrate anual elevilor australieni. Aceste teste standardizate evaluează citirea, scrierea, limba (ortografie, gramatică și punctuație) și competențele numerice ale elevilor. Introdus în 2008, NAPLAN este administrat de Australian Curriculum, Assessment and Reporting Authority (ACARA) și este supravegheat de Consiliul pentru Educație al Consiliului Guvernelor Australiane (COAG). Testele sunt concepute să determine dacă elevii australieni obțin rezultate și se desfășoară în aceleași zile în toată Australia într-un anumit an. Părinții pot decide dacă copiii lor susțin testul sau nu. Marea majoritate a elevilor din Anul 3, 5, 7 și 9 participă. Unul dintre scopurile NAPLAN este pregătirea copiilor mici pentru examenele tip concurs.
Spre deosebire de NAPLAN, PISA, TIMSS și PIRLS sunt evaluări internaționale care vizează eșantioane mici de elevi pentru a compara rezultatele lor cu cele ale eșantioanelor de elevi din întreaga lume. În timp ce PISA nu este neapărat menit să evalueze înțelegerea lor asupra programei australiene, TIMSS și PIRLS sunt concepute pentru a aborda gradul în care elevii rețin și înțeleg conținutul programei.

## Educație școlară pentru elevii internaționali
În Australia, un elev este considerat elev internațional dacă frecventează o instituție de învățământ acreditată și nu este cetățean australian, rezident permanent australian, cetățean neozeelandez sau titular al unei vize umanitare de rezident permanent australian. În conformitate cu Education Services for Overseas Students Act 2000 (Cth), guvernul australian reglementează furnizarea de învățământ școlar și terțiar elevilor și studenților internaționali cărora li se acordă o viză de studiu pentru a studia în Australia. Guvernul menține Commonwealth Register of Institutions and Courses for Overseas Students⁠(d) (CRICOS) și, începând cu 2018, existau 396 de furnizori de servicii școlare cu o capacitate totală aprobată de 88.285 de elevi.:6 Deși Australia, ca destinație educațională, a înregistrat o creștere puternică și susținută de-a lungul multor ani, până în iunie 2019, învățământul școlar a scăzut cu trei procente în acel an și a reprezentat aproximativ trei procente din totalul înscrierilor de elevi internaționali, învățământul terțiar, educația și formarea profesională și cursurile intensive de limba engleză pentru elevii de peste mări (ELICOS) reprezentând 93% din totalul înscrierilor și înregistrând o creștere anuală de 21%.

## Probleme în educația școlară australiană

### Finanțarea școlii
În 2010, guvernul Gillard l-a însărcinat pe David Gonski să conducă un comitet pentru a revizui finanțarea școlilor australiene. Intitulat Raportul Gonski, prin Consiliul guvernelor australiene, guvernul Gillard a încercat să pună în aplicare Acordul de reformă a educației naționale care ar oferi un plan de finanțare a școlilor în valoare de 9,4 miliarde AUD. În ciuda faptului că unele state și teritorii au devenit părți la Acord, planul a fost abandonat în urma alegerilor federale din 2013. Guvernul Turnbull l-a însărcinat pe Gonski în 2017 să prezideze evaluarea independentă pentru a atinge excelența educațională în școlile australiene, numită în mod obișnuit Gonski 2.0. Guvernul a publicat raportul la 30 aprilie 2018. În urma negocierilor, acordurile bilaterale dintre Commonwealth of Australia cu fiecare stat și teritoriu au început la 1 ianuarie 2019, cu excepția Victoria, al cărei acord bilateral a început la 1 februarie 2019. Acordurile de finanțare oferă statelor finanțare pentru școlile guvernamentale (20 la sută) și școlile neguvernamentale (80 la sută), luând în considerare modificările anuale ale numărului de înscrieri, indexare și caracteristicile elevilor sau școlii. Un consiliu național de resurse școlare a fost însărcinat cu responsabilitatea de a revizui în mod independent respectarea fiecărui stat cu acordul (acordurile) de finanțare.
Cea de-a zecea aniversare a raportului Gonski din mai 2022 a condus la critici privitoare la eșecurile succesive ale guvernelor statelor în implementarea recomandărilor acestuia. În 2024-2025, guvernul australian a investit 53 de miliarde AUD (7,2% din bugetul său federal) în educație.:189 96,3% din venitul brut pentru școlile guvernamentale au fost fonduri guvernamentale în 2022, la fel ca 76,4% pentru școlile catolice și 48,7% pentru școlile independente. În ianuarie 2025, Australia de Sud și Victoria au semnat noul acord de finanțare a școlilor cu guvernul albanez (după ce acordul anterior expirase în 2024), care ridică finanțarea federală a școlilor publice la 25% de la 20%, în conformitate cu Acordul pentru școli mai bune și mai corecte (BFSA). NSW s-a înscris la începutul lunii martie, iar Queensland a fost ultimul stat care și-a luat angajamentul, la 24 martie 2025. Conform BFSA, statelor li se cere să-și mărească finanțarea școlilor publice la 75% din suma minimă recomandată de Gonski Review din 2012 și Gonski 2.0 conform SRS. Aceasta înseamnă că vor fi „finanțate integral” după modelul Gonski.

### Învățământul primar și secundar indigen
Copiii aborigeni și din strâmtoarea Torres sunt în dezavantaj semnificativ comparativ cu australienii non-indigeni, într-o serie de măsuri educaționale cheie. În 2008, Consiliul guvernelor australiene a anunțat șapte obiective  de „închidere a decalajului ”, dintre care patru legate de educație și anume:
1. participarea la educația timpurie a copiilor: cu obiectivul ca 95% dintre toți copiii indigeni în vârstă de patru ani să fie înscriși în educația timpurie a copiilor până în 2025;
2. nivelurile de citire, scriere și abilități numerice: cu scopul de a reduce la jumătate decalajul dintre elevii indigeni în ceea ce privește citirea, scrierea și abilitățile numerice în decurs de un deceniu (până în 2018);
3. Rate de absolvire în anul 12: cu scopul de a reduce la jumătate decalajul pentru tinerii indigeni cu vârste cuprinse între 20 și 24 de ani în anul 12 sau la rate de absolvire echivalente (până în 2020); și
4. frecvența școlară: cu scopul de a reduce decalajul dintre frecvența școlară a populației indigene și a celei non-indigene în termen de cinci ani (până în 2018).

Până în 2018, rezultatele țintă au fost:
| Măsură | Măsură | Rezultate 2017–18 | Rezultate 2017–18 |
| Măsură | Măsură | Indigenă          | Non- indigenă     |
| --- | --- | ----------------- | ----------------- |
| Proporția copiilor care sunt înscriși la (și frecventează, acolo unde se poate măsura) un program de grădiniță într-un an specific statului înainte de școala formală | Proporția copiilor care sunt înscriși la (și frecventează, acolo unde se poate măsura) un program de grădiniță într-un an specific statului înainte de școala formală | 95,0%             | 89,9%             |
| Procentul de studenți la sau peste standardul minim la citire, scriere și abilități numerice pentru anii 3, 5, 7 și 9                                                 | Procentul de studenți la sau peste standardul minim la citire, scriere și abilități numerice pentru anii 3, 5, 7 și 9                                                 | indisponibil      | indisponibil      |
| Promovarea Anului 12 sau echivalent | Orașe mari | 73,8%             | 90,9%             |
| Promovarea Anului 12 sau echivalent | Regională interioară | 65,1%             | 83,0%             |
| Promovarea Anului 12 sau echivalent | Regională exterioară | 64,5%             | 82,1%             |
| Promovarea Anului 12 sau echivalent | La distanță | 51,0%             | 82,2%             |
| Promovarea Anului 12 sau echivalent | La distanță foarte mare | 42,6%             | 84,2%             |
| Rate de participare: Anul 1 - Anul 12 | Rate de participare: Anul 1 - Anul 12 | 82,3%             | 92,5%             |

### Educație bilingvă în școli
Educația bilingvă în Australia poate fi împărțită după trei tipuri diferite sau după publicul țintă, fiecare având scopuri oarecum diferite: popoarele aborigene și din strâmtoarea Torres, grupuri de imigranti (CALD) și vorbitori de engleză care doresc să adauge o altă limbă la educația lor. Primele două grupuri sunt interesate de menținerea limbii și de revitalizarea limbii pentru generațiile următoare.
Primul sprijin guvernamental înregistrat pentru educația bilingvă a venit sub guvernul Menzies în 1950, când primele școli guvernamentale pentru elevii aborigeni au fost deschise în patru locuri din Teritoriul de Nord (NT), unde instruirea „trebuie să includă limba engleză, limba maternă (unde este cazul)”. Politicile și practicile au variat în anii următori, primele cinci programe pilot au fost introduse în 1973, după ce guvernul Whitlam a venit la putere și a adus noi politici federale.
În Teritoriul de Nord (jurisdicția cu cea mai mare proporție de locuitori indigeni, precum și cu multe comunități îndepărtate), programele bilingve pentru elevii indigeni au început cu sprijinul guvernului federal la începutul anilor 1970.Yirrkala Community School⁠(d) a fost identificată ca fiind prima care a primit acreditare bilingvă în 1980, iar elevii bilingvi au depășit elevii nebilingvi. Cu toate acestea, până în decembrie 1998, Guvernul Teritoriului de Nord și-a anunțat decizia de a transfera $3 millioane de AUD de la cele 29 de programe bilingve către un program de predare a limbii engleze ca limba a doua la nivelul întregului teritoriu. În 12 luni, guvernul și-a atenuat poziția, după ce oamenii au ieșit în stradă în semn de protest.
Aproximativ din anul 2000, majoritatea programelor bilingve au putut continua sub denumirile de „educație bidirecțională” sau învățare „bidirecțională”. Alte programe au inclus menținerea limbii și revitalizarea limbii în școlile izolate din întregul Teritoriu de Nord.
Apoi, la 24 august 2005, ministrul pentru Ocuparea Forței de Muncă, Educație și Formare a anunțat că guvernul va „revitaliza educația bilingvă” în 15 centre de educație comunitară: Alekarenge⁠(d), Angurugu⁠(d), Borroloola⁠(d), Gapuwiyak⁠(d), Gunbalanya⁠(d), Kalkaringi⁠(d), Lajamanu⁠(d), Maningrida⁠(d), Milingimbi⁠(d), Ramingining⁠(d), Ngukurr⁠(d), Shepherdson College, Numbulwar⁠(d), Yirrkala⁠(d) și Yuendumu⁠(d). Această revitalizare este concepută ca parte a unui efort care vizează „oferirea de educație eficientă de la nivelul preșcolar până la liceu în fiecare dintre cele 15 Centre de Educație Comunitară din Teritoriu”.
Cu toate acestea, în ciuda faptului că Planul strategic pentru educația indigenă din Teritoriul de Nord 2006–2009 susținea instruirea bilingvă, în octombrie 2008, primul an de testare NAPLAN, guvernul Teritoriului de Nord a impus ca engleza să fie limba de predare în toate școlile din Teritoriile de Nord în primele patru ore ale zilei de școală. După contestații legale, un simpozion AIATSIS privind educația bilingvă în 2009, acoperire mediatică și multe dezbateri, politica a fost înlocuită de o nouă politică: „Alfabetizare pentru ambele lumi”, dar aceasta a fost retrasă în curând. Comisia Australiană pentru Drepturile Omului a intervenit, iar în 2012, Comitetul permanent al Camerei Reprezentanților pentru afacerile aborigenilor și ale insulelor din Strâmtoarea Torres a emis un raport care includea recomandarea: „Educația în limbi indigene trebuie introdusă în toate școlile cu elevi aborigeni, iar limbile indigene trebuie incluse ca măsură oficială de eliminare a decalajului ”.
Printre cele mai importante școli implicate în programe de educație bilingvă în Teritoriul Nordului se numără Yirrkala Community Education Centre⁠(d) (CEC) și Shepherdson College⁠(d) de pe Galiwin'ku. Școala Yirrkala și școala-soră au ignorat directiva guvernamentală și au continuat să predea metodologia lor „în ambele sensuri”. Prima limbă a elevilor, Yolngu Matha, este predată alături de limba engleză. Metoda s-a dovedit eficientă în reducerea ratei de abandon școlar, iar în 2020 opt elevi au fost primii din comunitatea lor care au absolvit anul XII cu rezultate care le-au permis să urmeze cursurile universitare. Școala Yirrkala și școala-soră, Școala Laynhapuy Homelands, sunt acum considerate modele pentru învățarea în comunitățile tradiționale îndepărtate. Școala Areyonga din Areyonga încă folosea educația bidirecțională în august 2023, la 50 de ani de la înființarea acesteia, predând în limba și cultura Pitjantjatjara.
În martie 2025, școala Yuendemu a aniversat 50 de ani de educație bilingvă. Limba Warlpiri a fost predată alături de engleză mai întâi de Tess Napurrurla Ross și apoi de fiica ei Theresa Napurrurla Ross de-a lungul acestor ani.
Până în 2025, finanțarea educației bilingve din Teritoriul de Nord a fost combinată cu bugetele generale ale școlilor, ceea ce înseamnă că fiecare școală oia decizii despre finanțarea acestor programe.

### Educația religioasă în școlile de stat
Constituțional, Australia este o țară laică. Secțiunea 116 din Capitolul V. Statele din Constituția Australiei prevede:
Commonwealth-ul nu va adopta nicio lege care să stabilească o religie oficială, să impună practici religioase sau să interzică libera practicare a unei religii. De asemenea, nu va fi impus niciun test religios ca condiție pentru ocuparea unei funcții sau îndeplinirea unei sarcini publice în cadrul Commonwealth-ului.
Cu toate acestea, în Australia se află una dintre cele mai mari concentrații de școli religioase, în comparație cu alte țări OCDE. La nivel istoric, predarea religiei în școlile guvernamentale australiene a fost o problemă controversată și a fost un motiv pentru întemeierea sistemului de școlarizare guvernamentală.
În timp ce National School Chaplaincy Program⁠(d) oferă un cadru general bazat pe îngrijire pastorală, nu pe instruire religioasă, practicile și politicile de instruire religioasă variază semnificativ de la stat la stat. În New South Wales, orele de educație religioasă specială se țin în sectorul școlilor guvernamentale, care le permit elevilor să învețe despre credințele, practicile, valorile și morala unei religii alese. În Queensland, organizațiile religioase pot face solicitări directorilor de școli și, dacă sunt aprobate, pot oferi programe de instruire religioasă aprobate în școlile guvernamentale. În Victoria, legislația prevede că școlile guvernamentale nu trebuie să promoveze nicio practică religioasă, confesiune sau sectă anume și trebuie să fie deschise adepților oricărei filozofii, religii sau credințe. Cu toate acestea, directorii de școală pot permite organizațiilor aprobate să predea cursuri de instruire religioasă specială neobligatorie de cel mult 30 de minute pe săptămână per elev, în timpul prânzului sau în ora de dinainte sau după orele obișnuite de școală. În Australia de Vest, atât educația religioasă specială (care nu face parte din programa generală), cât și educația religioasă generală (ca parte a curriculumului general) sunt oferite în școlile guvernamentale.

### Violența școlară
În iulie 2009, ministrul educației din Queensland a declarat că nivelurile în creștere ale violenței în școlile din stat sunt „complet inacceptabile” și că nu s-a făcut suficient pentru combaterea comportamentului violent. În Queensland, 55.000 de elevi au fost suspendați în 2008, dintre care aproape o treime pentru „abatere fizică”.
În Australia de Sud, în 2008 au fost înregistrate 175 de atacuri violente împotriva elevilor sau personalului. Elevii au fost responsabili pentru cauzarea deliberată a 3.000 de răni raportate de profesori pe parcursul a doi ani din 2008 până în 2009.
Până în 2024, violența în școli era încă răspândită. Într-un sondaj anual al Universității Catolice din Australia (ACU), 48% dintre directorii de școli au declarat că au văzut sau au experimentat un eveniment de violență fizică.

## Învățământul terțiar

Persoane care frecventează o școală primară ca procent din populația locală la recensământul din 2011, subdivizată geografic pe zone statistice locale

în Australia, învățământul terțiar (sau superior) înseamnă în primul rând studii la universitate sau la un furnizor de tip organizație de formare înregistrată (cunoscut sub numele de educație tehnică și continuă, TAFE) care duce la obținerea unei calificări, diplome, certificat sau altă calificare. Un furnizor de învățământ superior este un organism care este înființat sau recunoscut de sau în conformitate cu legea guvernului australian, a unui stat, a Teritoriului Capitalei Australiei sau a Teritoriului de Nord. Furnizorii de VET, atât publici, cât și privați, sunt înregistrați de guvernele de stat și de teritoriu.
În 2021, 1.185.450 de studenți urmau studii universitare sau altă formă de studii superioare. Există 42 de universități în Australia: 37 de universități publice, 3 universități private și 2 universități private internaționale. Până în 2015, cea mai mare universitate din Australia a fost Universitatea Monash din Melbourne: cu cinci campusuri și 75.000 de studenți. Grupul celor Opt (Go8) este o coaliție de opt universități australiene prestigioase, înființată în 1999, care cuprinde mai mult de două treimi din cercetarea universitară a țării.
Există furnizori de învățământ superior care nu se autoacreditează și care sunt acreditați de autoritățile de stat și teritoriale, numărând mai mult de 132, așa cum sunt enumerați în registrele de stat și teritoriale. Acestea includ mai multe care sunt înregistrate în mai multe state și teritorii.
Toți studenții care beneficiază de instruire recunoscută la nivel național trebuie să aibă un identificator unic de student (USI).

### Studenți internaționali la nivel terțiar
Australia are cel mai mare raport de studenți internaționali pe cap de locuitor din lume, cu o marjă mare, având 812.000 de studenți internaționali înscriși în universitățile și instituții profesionale în 2019. În consecință, în 2019, studenții internaționali reprezentau în medie 26,7% din corpurile studențești ale universităților australiene. Învățământul internațional, așadar, reprezintă unul dintre cele mai mari exporturi ale țării și are o influență pronunțată asupra demografiei țării, o proporție semnificativă de studenți internaționali rămânând în Australia după absolvire cu diferite vize de calificare și angajare. Se estimează că sectorul educațional internațional onshore din Australia va crește la 940.000 până în 2025. Cele mai mari piețe sursă pentru înscrierile internaționale de cursanți onshore în 2025 erau de așteptat să fie China, India, Vietnam, Thailanda, Nepal, Malaezia, Brazilia și Coreea de Sud. Potrivit unui raport din 2016 al Deloitte Access Economics pentru Comisia Australiană pentru Comerț și Investiții, învățământul superior și educația și formarea profesională (VET) au fost proiectate să fie sectoarele cu cea mai rapidă creștere în educația internațională onshore până în 2025. Guvernul australian intenționează, de asemenea, să adauge încă 1,46 miliarde AUD, conform Modern Manufacturing Strategy, care prevede un salt mare în creșterea locurilor de muncă și a migrației oamenilor.

### Clasamente
Indicele educației, publicat împreună cu Indicele de dezvoltare umană al ONU în 2018, pe baza datelor din 2017, a evaluat Australia ca 0,929, a doua cea mai mare din lume. Elevii australieni s-au clasat pe locul 16 în lume la lectură, pe locul 29 la matematică și pe locul 17 la științe la testul PISA din 2018 al OCED. Australian Education Union pune scăderea rezultatelor elevilor pe seama scăderii finanțării guvernamentale.
36 de instituții de învățământ terțiar australiene au fost enumerate în QS World University Rankings în 2021; și 37 de instituții au fost enumerate în clasamentul universitar mondial Times Higher Education în același an. Până în 2020, 34 de universități australiene au fost cuprinse în clasamentul Academic Ranking of World Universities din China, Universitatea din Melbourne obținând cel mai înaltă poziție în clasamentul global, locul 35. În același an, conform US News & World Report Best Global Universities Rankings, 38 de universități australiene au fost incluse în clasificare, de la Universitatea din Melbourne, pe locul 25, până la Universitatea Bond, pe locul 1133.